# Liste der bulgarischen Abgeordneten zum EU-Parlament (2019–2024)
Die Liste der bulgarischen Abgeordneten zum EU-Parlament (2019–2024) listet alle bulgarischen Mitglieder des 9. Europäischen Parlamentes nach der Europawahl in Bulgarien 2019 auf.

## Aktuelle Mandatsstärke der Parteien
- S&D: 4
- RE: 3
- EVP: 7
- EKR: 2
- NI: 1

| Nationale Partei                                     | Mandate | Fraktion                                                                               |
| ---------------------------------------------------- | ------- | -------------------------------------------------------------------------------------- |
| Graschdani sa Ewropejsko Raswitie na Balgaria (GERB) | 05      | Fraktion der Europäischen Volkspartei (EVP)                                            |
| Sajus na Demokratitschnite Sili (SDS)                | 01      | Fraktion der Europäischen Volkspartei (EVP)                                            |
| Demokrati sa Silna Balgarija (DSB)                   | 01      | Fraktion der Europäischen Volkspartei (EVP)                                            |
| Balgarska Sozialistitscheska Partija (BSP)           | 04      | Fraktion der Progressiven Allianz der Sozialdemokraten im Europäischen Parlament (S&D) |
| Dwischenie sa Prawa i Swobodi (DPS)                  | 03      | Renew Europe (RE)                                                                      |
| WMRO – Balgarsko nazionalno dwischenie               | 02      | Europäische Konservative und Reformer (EKR)                                            |
| Balgarska Sozialistitscheska Partija (BSP)           | 01      | Fraktionslose Abgeordnete (NI)                                                         |
| SUMME                                                | 17      |                                                                                        |

## Abgeordnete
| Bild | Name                 | geb. | MEP seit     | Partei | Fraktion | Kommentar                                                      |
| ---- | -------------------- | ---- | ------------ | ------ | -------- | -------------------------------------------------------------- |
|      | Assim Ademow         | 1968 | 2. Juli 2019 | GERB   | EVP      |                                                                |
|      | Atidsche Aliewa-Weli | 1981 | 2. Juli 2019 | DPS    | RE       | Deljan Peewski nahm sein Mandat nicht an                       |
|      | Angel Dschambaski    | 1979 | 2. Juli 2019 | WMRO   | EKR      |                                                                |
|      | Iwo Christow         | 1970 | 2. Juli 2019 | BSP    | S&D      |                                                                |
|      | Elena Jontschewa     | 1964 | 2. Juli 2019 | BSP    | NI       | Fraktionsaustritt aus S&D-Fraktion am 7. Mai 2024              |
|      | Aleksandar Jordanow  | 1952 | 2. Juli 2019 | SDS    | EVP      |                                                                |
|      | Radan Kanew          | 1975 | 2. Juli 2019 | DSB    | EVP      |                                                                |
|      | Ilchan Kjutschjuk    | 1980 | 2. Juli 2019 | DPS    | RE       |                                                                |
|      | Andrej Kowatschew    | 1967 | 2. Juli 2019 | GERB   | EVP      |                                                                |
|      | Eva Maydell          | 1986 | 2. Juli 2019 | GERB   | EVP      |                                                                |
|      | Iskra Michailowa     | 1970 | 2. Juli 2019 | DPS    | RE       | Mustafa Karadaja nahm sein Mandat nicht an                     |
|      | Andrej Nowakow       | 1988 | 2. Juli 2019 | GERB   | EVP      |                                                                |
|      | Zwetelina Penkowa    | 1988 | 2. Juli 2019 | BSP    | S&D      |                                                                |
|      | Emil Radew           | 1971 | 2. Juli 2019 | GERB   | EVP      | Marija Gabriel und Liljana Pawlowa nahmen das Mandat nicht an. |
|      | Andrej Slabakow      | 1960 | 2. Juli 2019 | WMRO   | EKR      |                                                                |
|      | Sergei Stanischew    | 1966 | 2. Juli 2019 | BSP    | S&D      |                                                                |
|      | Petar Witanow        | 1982 | 2. Juli 2019 | BSP    | S&D      |                                                                |